# Reina Prinsen Geerligs
Reina Prinsen Geerligs (née le 7 octobre 1922 à Semarang – morte le 24 novembre 1943 à Sachsenhausen) est une écrivaine et résistante néerlandaise.

## Biographie
Elle fait des études Barlaeus Gymnasium (nl) d'Amsterdam, où elle est dans la même classe que Willem Frederik Hermans. 
Elle fait partie du groupe de résistance CS-6 (nl), aux côtés de Jan Karel Boissevain (nl), Gideon Willem Boissevain (nl), Gerrit Willem Kastein (nl), Truus van Lier (nl), Pam Pooters (nl), Jan Verleun (nl), Leo Frijda, Hans Katan (nl), Sape Kuiper (nl) et Louis Boissevain (d). Après que le groupe a été trahi, Geerligs est arrêtée et transportée au camp de concentration Sachsenhausen d'Oranienburg, où elle est exécutée.

## Héritage
Sa famille a créé en son honneur le prix de littérature Reina Prinsen Geerligs (nl), qui s'adresse aux écrivains néerlandais âgés de 20 à 25 ans. Il y a également un boulevard qui porte son nom à Pijnacker, ainsi qu'une rue à Amsterdam, un jardin à Heerhugowaard et une allée à Hoofddorp.

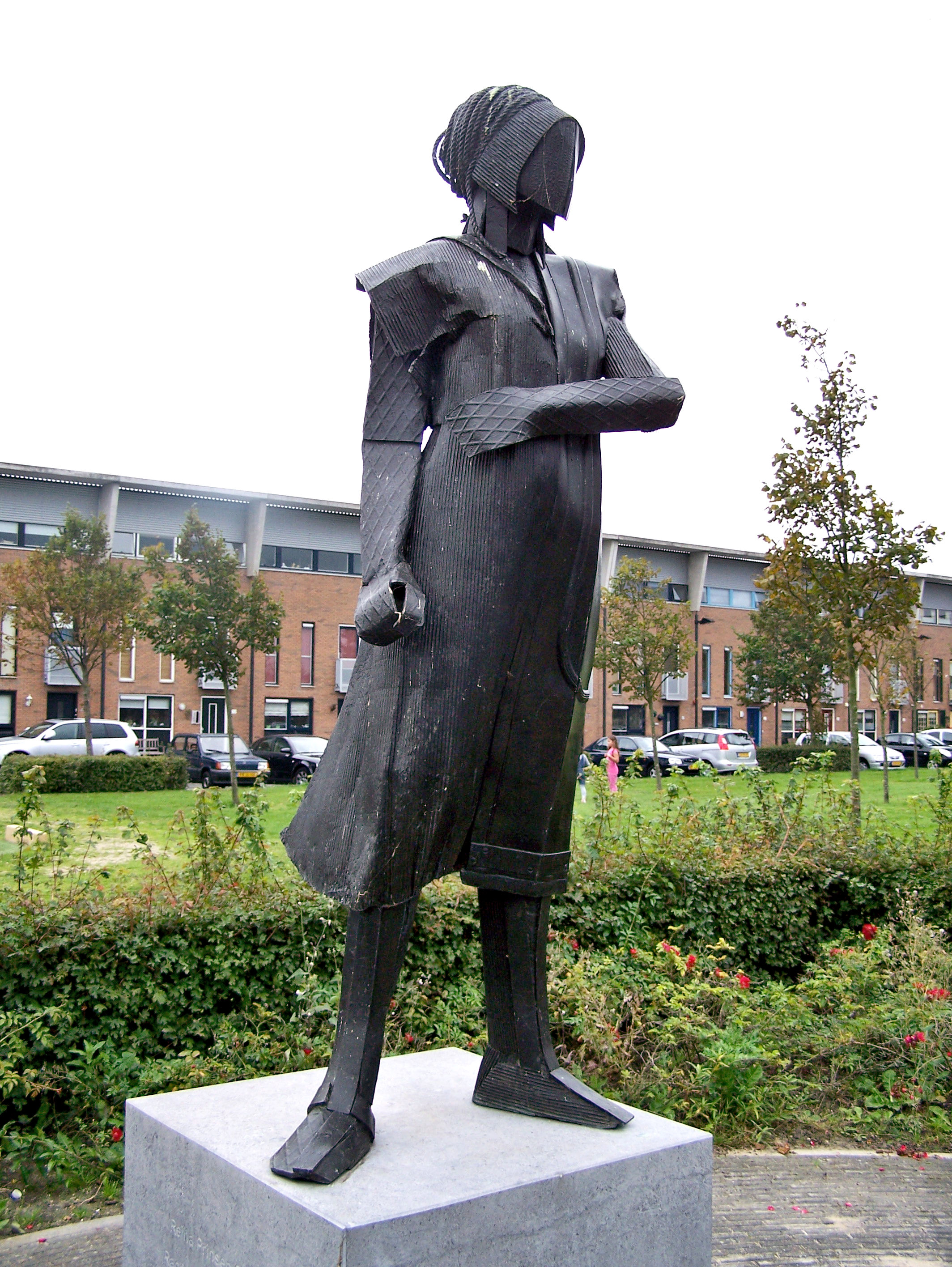
Les Femmes de la résistance.

Son nom fait partie des 22 noms de femmes gravés sur le monument Les Femmes de la résistance (Vrouwen uit het verzet) créé en 1999 par Elly Baltus (nl) et situé à Heerhugowaard.